# Laslades
Laslades település Franciaországban, Hautes-Pyrénées megyében. Lakosainak száma 343 fő (2022. január 1.). Laslades Souyeaux, Barbazan-Debat, Coussan, Gonez, Lansac, Sarrouilles és Sinzos községekkel határos.

## Népesség
A település népességének változása:
| Lakosok száma | 358  | 363  | 362  | 340  | 328  | 329  | 329  | 330  | 343  |
|               | 2013 | 2015 | 2016 | 2017 | 2018 | 2019 | 2020 | 2021 | 2022 |